# Woźniki (Płock)
Pour les articles homonymes, voir Woźniki.
Woźniki (prononciation : [vɔʑˈniki]) est un village polonais de la gmina de Radzanowo dans le powiat de Płock de la voïvodie de Mazovie dans le centre-est de la Pologne.
Il se situe à environ 2 kilomètres au nord de Radzanowo (siège de la gmina), 15 kilomètres à l'est de Płock (siège du powiat) et à 86 kilomètres au nord-ouest de Varsovie (capitale de la Pologne).

## Histoire
De 1975 à 1998, le village appartenait administrativement à la voïvodie de Płock.